# Dragonlord
Dragonlord est un groupe de black metal symphonique américain. Il s'agit du second groupe du guitariste rythmique du groupe de thrash metal Testament, qui occupe dans ce groupe les rôles de chanteur et de guitariste rythmique.

## Biographie
Dragonlord est formé en 2001 par Eric Peterson, Steve DiGiorgio (du groupe Testament) et Steve Smyth (du groupe de thrash metal Nevermore). Avant 2000, le groupe s'appelait initialement Dragonheart.
Pour leur premier album, intitulé Rapture, publié en 2001., le groupe inclut au genre black metal des éléments appartenant au thrash metal : les guitares. Les deux fondateurs du groupe composent à l'origine dans le genre thrash metal. En revanche, pour leur second album, Black Wings of Destiny, le groupe abandonnera tout élément thrash metal pour se tourner vers un genre beaucoup plus sombre et beaucoup plus black metal.
En 2013, le groupe annonce la production d'un nouvel album studio. Ce troisième album devrait être encore plus black metal que ses prédécesseurs et être donc dans la continuité de l'évolution du style du groupe. En octobre 2013, selon Eric Peterson, DragonLord a démarré les enregistrements de leur nouvel album, Dominion, possiblement prévu pour 2016. En avril 2015, Dominion est en mixage audio.

## Style musical
Le groupe incorpore des riffs de thrash metal à des éléments de black metal symphonique,. Le style musical du groupe s'inspire de Dimmu Borgir, Cradle of Filth, Venom et Mercyful Fate,.
Les thèmes abordés par les paroles du groupe varient: elles traitent de la mort, de la guerre, de satanisme ou d'autres thèmes anti-religieux, communs dans le milieu black metal. La fondation du groupe est le résultat de l'intérêt de Eric Peterson pour le metal « sombre », qu'il ne pouvait pas composer avec son groupe d'origine, Testament : il lance donc le groupe Dragonlord.

## Membres

### Membres actuels
- Eric Peterson - chant, guitare solo et rythmique
- Claude Creamer - guitare solo et rythmique
- Lyle Livingston - clavier
- Steve Schmidt - basse
- Alex Hernandez-Bent - batterie, percussions

### Anciens membres
- Steve DiGiorgio - basse (2000–2001)
- Steve Smyth - guitare solo et rythmique (2000–2005)
- Derrick Ramirez - basse
- Mark Black - guitare solo
- Jon Allen - batterie

## Discographie
- 2001 : Rapture
- 2005 : Black Wings of Destiny
- 2016 : Dominion